# Jonah Lehrer
Jonah Lehrer (Los Angeles, 1981) è un saggista statunitense.
Scrive di psicologia e neuroscienze, occupandosi dei rapporti tra la scienza e le discipline umanistiche.

## Biografia
Laureato alla Columbia University di New York, ha studiato all'Università di Oxford con una Borsa Rhodes. Dopo la laurea ha lavorato nel laboratorio di Eric Kandel.
Collabora regolarmente con le riviste Wired, Scientific American Mind e con il programma Radiolab della National Public Radio, scrive inoltre per The New Yorker, Nature, Seed, The Washington Post e The Boston Globe.

## Opere
Jonah Lehrer, oltre a diversi articoli, ha scritto tre libri, due dei quali tradotti in Italiano come ad esempio Proust era un neuroscienziato, Come decidiamo. e Sull'amore .
Proust era un neuroscienziato è stato pubblicato in Italia nel 2008. Nel libro Lehrer sostiene che molte scoperte del XX e del XXI secolo nel campo delle neuroscienze, sono in realtà riscoperte delle intuizioni fatte in precedenza da vari artisti, tra cui Paul Cézanne, Gertrude Stein, Walt Whitman, Igor' Fëdorovič Stravinskij, Virginia Woolf e, come indicato nel titolo, Marcel Proust.
Come decidiamo, pubblicato nel 2009, fornisce spiegazioni biologiche su come le persone, dalla casalinga che fa la spesa al supermercato, ai piloti di aerei, prendono le decisioni, e offre suggerimenti per migliorare i processi decisionali della mente umana.

## Controversie
Lehrer ha visto ritirati due suoi libri dalle case editrici americane, "Come decidiamo" e Imagine: How Creativity Works (2012), per invenzioni, false citazioni e distorsioni. In seguito allo scandalo, Lehrer rassegnò le dimissioni dal New Yorker, e fu poi licenziato da Wired.